# ケーブルプラス電話
ケーブルプラス電話（ケーブルプラスでんわ）は、ケーブルテレビ網とKDDIのCDNを使用する、VoIP技術を用いた0AB～J番号IP電話（プライマリ電話・POTS）である。IP電話の品質クラス分類では「固定電話並みのクラスAの通話品質を安定して確保」されており、回線の帯域保証を満たされているケーブルテレビ事業者のみが提供している。
ケーブルプラスに含まれるサービスで、auおうち電話のひとつ。

## 歴史
1997年（平成9年）からタイタス・コミュニケーションズ（被合併企業）や浦和・与野などで実用化試験（モニター）サービスを、1999年（平成11年）頃より段階的にサービスが開始され、2005年（平成17年）10月にサービスを開始。同時期に大半の地域会社で実施された、J:COMの回線交換方式のJ:COM Phoneは、2009年1月に原則新規販売を停止し、2017年8月にサービスが停止した。
2019年（令和元年）6月10日にJ:COM PHONEプラスとの合計契約世帯数が600万を突破した。
2024年（令和6年）1月1日、KDDIがケーブルテレビ関連事業をJCOMへ承継、ケーブルプラス電話のサービス提供事業者はJCOM（電話番号の設定、緊急通報は従来通りKDDIが提供）に変更になった。ただし、通話・通信料の請求などは従来通りサービスを提供するそれぞれのケーブルテレビ事業者を通して行われるため、ユーザーが特段の変更手続きをすることはない。

## メリット
- 110番や119番などへの緊急通報用電話番号に対応。
- 現在使用している固定電話番号を、そのままケーブルプラス電話で利用可能（番号ポータビリティ）。
- 電話機を交換する必要がない（ISDN専用電話機、電話機能付インターフォンなど一部を除く）。
- 基本料金は月1,463円であり、NTT固定回線よりも安い。
- 通話料がメタルIP電話より安い場合が多い[6]。
- 電話番号の新規取得しての利用、新規に電話をひくことも可能。
- 電話料金の請求を、ケーブルテレビ利用料金に含めることができ、毎月の支払いが簡便になる。
- プライマリ電話のため、パソコンやインターネット回線の必要がない。
- auケータイと連動する割引やサービスがある。

## デメリット
- 県外向け通話料がメタルIP電話より高い。

以下の項目は、NTT提供のひかり電話などでもおおむね同様である。
- 宅内に電話機を接続するEMTA（電話機能付きケーブルモデム）もしくはHGW（ホームゲートウェイ）を設置し、停電時の利用には給電が必要
- 家庭向けサービスのため、代表組みなどの規模の大きい法人向けサービスがない。タウンページへの掲載は可能[7]。
- 050 IP電話番号、NTT東日本及びNTT西日本の加入電話、INSネット64（それぞれライトプラン含む）、JCOM・KDDIの電話サービス以外で設定された電話番号（NTTひかり電話で設定された電話番号など）は、番号ポータビリティできない。また住所を移動した場合、郵政省令第24号によって定められた同一の市区町村内であっても、利用できない場合がある。
- 回線故障時の対応について、NTT東日本・NTT西日本と同程度のサービスを受けられない可能性がある。回線構成が異なるため、災害時などの稼働率もNTTグループのそれとは異なる。

## サービス提供局

### ジュピターテレコム（J:COMグループ）
- J:COMグループ各局では「J:COM PHONE プラス」の名称で提供されているが、実態は「ケーブルプラス電話」そのものである（そのため、「J:COM PHONE プラス」は「ケーブルプラス電話」と同一の障害が発生する）。JCOM ケーブルTV事業部門#出資・運営社局の一覧参照。

### 北海道・東北エリア
- 青森ケーブルテレビ
- 宮城ケーブルテレビ
- 八戸テレビ放送
- NCV米沢センター
- NCV福島センター
- NCV函館センター
- 花巻ケーブルテレビ
- 苫小牧ケーブルテレビ
- 大館ケーブルテレビ
- 仙台CATV
- 帯広シティーケーブル
- 一関ケーブルネットワーク
- 旭川ケーブルテレビ
- 秋田ケーブルテレビ

### 関東エリア
- 古河ケーブルテレビ
- 飯能ケーブルテレビ
- 本庄ケーブルテレビ
- 峡東ケーブルネット
- 蕨ケーブルビジョン
- わたらせテレビ
- ゆずの里ケーブルテレビ
- YOUテレビ
- 東松山ケーブルテレビ
- NCV新潟センター
- 日本ネットワークサービス
- 豊島ケーブルネットワーク
- 東京ベイネットワーク
- 東京ケーブルネットワーク
- テレビ小山放送
- 銚子テレビ放送
- ジェイコム千葉 らーばんねっとセンター
- 多摩テレビ
- 多摩ケーブルネットワーク
- 上越ケーブルビジョン
- 湘南ケーブルネットワーク
- JWAY
- 佐野ケーブルテレビ
- 広域高速ネット二九六
- ケーブルテレビ品川
- ケーブルテレビ（栃木・館林・結城・筑西）
- 研究学園都市コミュニティケーブルサービス
- 河口湖有線テレビ放送
- ケーブルビジョン新宿
- 鹿沼ケーブルテレビ
- エヌ・シィ・ティ
- 宇都宮ケーブルテレビ
- 入間ケーブルテレビ
- イッツ・コミュニケーションズ
- いちはらケーブルテレビ
- 厚木伊勢原ケーブルネットワーク

### 中部・北陸
- 御前崎ケーブルテレビ
- 上田ケーブルビジョン
- 丸子テレビ放送
- 能越ケーブルネット
- 福井ケーブルテレビ
- さかいケーブルテレビ
- ZTV（本社・津、東紀州、伊勢）
- エルシーブイ
- 嶺南ケーブルネットワーク
- ミクスネットワーク
- 三河湾ネットワーク
- 松阪ケーブルテレビ・ステーション
- ひまわりネットワーク
- 浜松ケーブルテレビ
- あづみ野テレビ
- 西尾張シーエーティーヴィ
- 新川インフォメーションセンター
- 豊橋ケーブルネットワーク
- となみ衛星通信テレビ
- トコちゃんねる静岡
- TOKAIケーブルネットワーク
- テレビ松本ケーブルビジョン
- テレビ小松
- CCNet
- 知多メディアスネットワーク
- 知多半島ケーブルネットワーク
- こしの都ネットワーク
- 高岡ケーブルネットワーク
- スターキャット
- Goolight
- シーシーエヌ
- シー・ティー・ワイ
- CAC
- コミュニティテレビこもろ
- ケーブルネット鈴鹿
- ケーブルテレビ富山
- ケーブルテレビ可児
- グリーンシティケーブルテレビ
- キャッチネットワーク
- 金沢ケーブル
- 加賀ケーブル
- おりべネットワーク
- 大垣ケーブルテレビ
- エコーシティー・駒ヶ岳
- インフォメーション・ネットワーク・コミュニティ
- 射水ケーブルネットワーク
- 伊那ケーブルテレビジョン
- 伊賀上野ケーブルテレビ
- 伊豆急ケーブルネットワーク
- アドバンスコープ
- アイ・シー・シー
- あさがおテレビ
- TAM
- 新川地域介護保険・ケーブルテレビ事業組合

### 関西エリア
- ZTV（新宮、近江八幡、彦根、滋賀、京都）
- ベイ・コミュニケーションズ
- 姫路ケーブルテレビ
- BAN-BANネットワークス
- テレビ岸和田
- 近鉄ケーブルネットワーク
- KCN京都
- 明石ケーブルテレビ
- あいコムこうか

### 中国・四国エリア
- 山口ケーブルビジョン
- テレビ津山
- ちゅピCOM
- 日本海ケーブルネットワーク
- 中海テレビ放送
- 玉島テレビ放送
- シティーケーブル周南
- 四国中央テレビ
- 山陰ケーブルビジョン（やすぎどじょっこテレビ・マーブル）
- ひらたCATV
- Kビジョン
- 倉敷ケーブルテレビ
- 笠岡放送
- KBN
- 岡山ネットワーク
- 愛媛CATV
- 今治シーエーティーヴィ
- 井原放送
- 出雲ケーブルビジョン
- アイ・キャン

### 九州・沖縄エリア
- 藤津ケーブルビジョン
- 有田ケーブル・ネットワーク
- 宮崎ケーブルテレビ
- 南九州ケーブルテレビネット
- BTV
- ネット鹿島
- ひまわりてれび
- 長崎ケーブルメディア
- CTBメディア
- CRCCメディア（くーみんテレビ、はっぴとすビジョン）
- 佐賀シティビジョン
- 皇徳寺ケーブルテレビ
- ケーブルワン
- ケーブルメディアワイワイ
- 九州テレ・コミュニケーションズ（テレビ佐世保・ケーブルステーション福岡）
- 沖縄ケーブルネットワーク
- おおむらケーブルテレビ
- 伊万里ケーブルテレビジョン
- 諫早ケーブルメディア